# چارلز پرانک
چارلز پرانک (انگلیسی: Charles Pranke؛ زادهٔ ۸ فوریهٔ ۱۹۳۶) دوچرخه‌سوار اهل ایالات متحده آمریکا است. وی در بازی‌های المپیک تابستانی ۱۹۶۸ شرکت کرده است.